# يوزف أنتوني بونياتوفسكي
يوزف أنتوني بونياتوفسكي (بالفرنسية: Józef Antoni Poniatowski)‏ (1763 – 1813)، أمير بولندي ومشير فرنسا. وهو بطل وطني بولندي وأحد رفاق نابليون بونابارت في حروبه.

## بدايات حياته
يوزف أنتوني هو ابن أندري بونياتوفسكي والكونتيسة تيريزا كينسكي، وولد في فيينا في 1763. وتبنى الحياة العسكرية، وانضم إلى الجيش الإمبراطوري عندما أعلنت النمسا الحرب ضد الأتراك في 1788، وأظهر نفسه في اجتياح مدينة شاباتس في 25 أبريل حيث أصيب إصابة خطيرة.

## الجيش البولندي
استدعاه عمه الملك ستانيسواف أغسطس عندما أعيد تنظيم الجيش البولندي، تلقى رتبة لواء، وبعد ذلك إلى رتبة فريق، وكرس نفسه بحماسة لتحسين القوات الوطنية. وفي عام 1789، عندما هددت بولندا بالتدخل المسلح من روسيا، عين قائد قسم أوكرانيا في براتسلاف على نهر بوغ. بعد إعلان الدستور في 3 مايو 1791 عين قائدا عاما، وأعطي أوامر بأن يحرس ضفاف دنيستر ودنيبر.
وعند اندلاع الحرب مع روسيا، أظهر الأمير يوزف المدعوم من كوسيوسكو قدرات عظيمة. وأجبر على التراجع، ولكنه استطاع أن يستغل كل نقاط القوة، وبدأ المطاردات حينما كان تحت الضغط مباشرة، وأحرز عدة انتصارات بارزة. وفي بولونا تم رد الروس بعد أن فقدوا 3000 رجل؛ وفي معركة دوبيينكا كان خط نهر بوغ تحت الدفاع لخمسة أيام ضد قوة بأربعة أضعافهم؛ وفي معركة زييلينتسي حقق البولنديون انتصارا مهما. أخيرا اقترب الجنود البولنديون من وارسو، وكانوا مستعدين للاشتباك العام عندما أخبر ساعٍي الجنرالات من العاصمة بأن الملك دخل في كونفدرالية تارغوفيتسكا وضمن في نفس الوقت التحام الجيش فتم بهذا إيقاف كل العداوات. بعد احتجاج ساخط لكنه كان غير مثمر، ترك بونياتوفسكي وأغلب الجنرالات الآخرين لجانهم وهاجروا.

## ثورة كوسيوسكو ودوقية وارسو
أثناء انتفاضة كوسيوسكو قاتل ثانية بشجاعة لبلاده تحت إمرة تابعه السابق، وبعد سقوط الجمهورية استقر كمواطن عادي في وارسو للسنوات العشرة التالية.
بعد انتصار نابليون في معركة يينا وإخلاء المحافظات البولندية من قبل بروسيا، عرض على بونياتوفسكي قيادة الحرس الوطني؛ وبدأ بإعادة تنظيم الجيش البولندي، وعند تأسيس دوقية وارسو الكبرى رشح لمنصب وزير حرب. وأثناء حرب عام 1809، عندما تم غزو الدوقية من قبل الفيالق العسكرية النمساوية تحت إمرة الأرشيدوق فيردناند كارل يوزف، التقاهم بونياتوفسكي في معركة راشين الدامية. ومع أنه أرغم على ترك وارسو فقد أجبر العدو في النهاية على إخلاء الدوقية الكبرى وأسر كراكوف.

## حروب نابليون

موت بونياتوفسكي بريشة يانواري سوخودولسكي

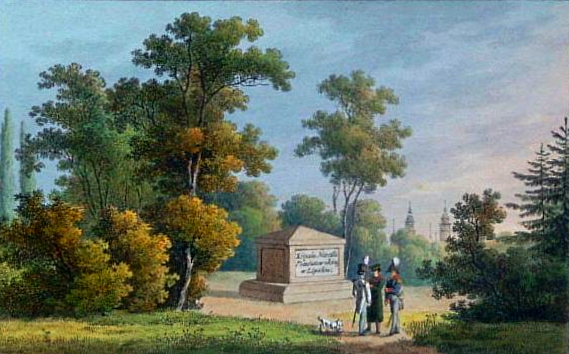
نصب بونياتوفسكي في لايبزيغ

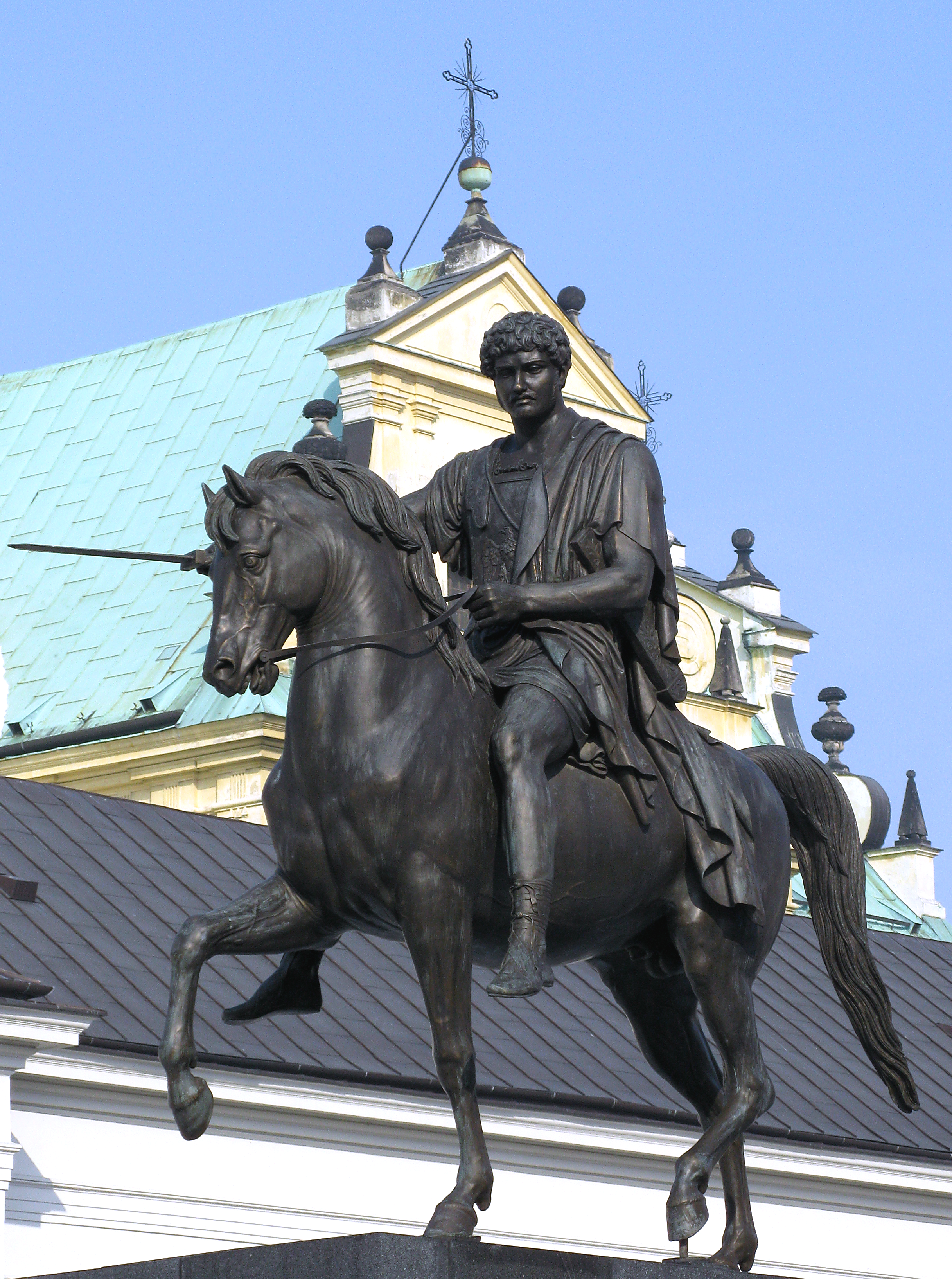
تمثال الفارس بونياتوفسكي أمام القصر الرئاسي البولندي في وارسو وهو من تصميم بيرتل ثورفالدسون، ويظهر هنا بثياب رومانية

في حملة نابليون ضد روسيا في عام 1812 قاد بونياتوفسكي فيالق الجيش الخامسة؛ وبعد التراجع الكارثي للجيش الكبير، عندما بدأ العديد من البولنديين يترددون في ولائهم لنابليون، بقى بونياتوفسكي مخلصا وشكل جيشا بولنديا جديدا قوامه 13,000 رجل انضم بهم إلى الإمبراطور في معركة لوتزن. في حملة 1813 قام بحراسة ممرات الجبال البوهيمية ودافع عن الشاطئ الأيسر لنهر إلبه. وكجائزة على خدماته الرائعة في معركة الأيام الثلاثة أو معركة الأمم في لايبزغ وأصبح مشير فرنسا وائتمن بالواجب الشريف والخطير لتغطية انسحاب الجيش. ودافع بونياتوفسكي عن لايبزيغ بشكل بطولي، وفقد نصف جنوده في المحاولة، وأخيرا تراجع ببطء على الجسر على نهر فايسه إلستر الذي فجره الفرنسيون في ارتباك عام قبل أن يصلوه. وتنافس على كل خطوة مع القوات الغزاة الهائلة ورفض الاستسلام، وبعد أن امتلأ بالجروح غطس إلى النهر، حيث مات وهو يقاتل إلى النهاية وكان هذا يوم 19 أكتوبر 1813 وكان عمره 50 عاما. وأوصل رفاته إلى بولندا ودفن في كاتدرائية كراكوف، حيث يرقد بجانب تاديوش كوسيوسكو ويوحنا الثالث سوبياسكي.

## قراءات أخرى
ألف بونياتوفسكي كتاب «مذكراتي عن حملة 1792» (بالفرنسية: Mes souvenirs sur la campagne de 1792)‏ (لفيف، 1863) هو وثيقة تاريخية ثمينة.
من الأعمال الأخرى عنه: «حياة الأمير يوزبف بونياتوفسكي» بقلم ستانيسلاف كوتسكا بوغاسلافسكي (وارسو، 1831)؛ «الأمير يوزف بونياتوفسكي» يقلم فرانتسيشك باشكوفسكي (وارسو، 1898)؛ «مراسلات بونياتوفسكي» (طبعة إدفارد راتشينسكي، بوزنان، 1843)؛ «ستانيسلاف أغسطس والأمير يوزف بونياتوفسكي على ضوء مراسلاتهما» بقلم برونيسلاف ديمبنسكي (لفيف، 1904)، «الأمير يوزف بونياتوفسكي» بقلم شيمون أسكينازي (وارسو، 1905)

## روابط خارجية
- يوزف أنتوني بونياتوفسكي على موقع الموسوعة البريطانية (الإنجليزية)